# Referendum abrogativi in Italia del 1987
I referendum abrogativi in Italia del 1987 si tennero l'8 e il 9 novembre ed ebbero ad oggetto cinque distinti quesiti.

## Storia

### Il contesto dell'epoca
In continuità con i referendum abrogativi in Italia del 1981, furono riproposti tre quesiti diretti ad abolire le norme sulla realizzazione e gestione delle centrali nucleari, i contributi a Comuni e Regioni sedi di centrali nucleari, le procedure di localizzazione delle centrali nucleari e due quesiti tendenti ad abrogare l'insieme di norme, contenute nella legge 27 dicembre 1977, n. 968 sulla disciplina della caccia in Italia in termini di specie cacciabili, tempi consentiti, modalità della caccia e altri aspetti particolari che contrastavano con le stesse proclamazioni della legge sulla priorità dell'esigenza di tutela della fauna selvatica.
Il disastro di Černobyl', avvenuto nel 1986, condizionò la campagna elettorale: le cause di Černobyl' andavano ricercate, oltre che in errori umani, nell'arretratezza tecnologica e nell'insufficiente attenzione che i progettisti sovietici avevano dato alle misure di sicurezza, ma in Italia ambientalisti e socialisti vollero che si votasse per porre un altolà alla costruzione di centrali nucleari in Italia. Inoltre l'errore giudiziario che coinvolse il conduttore televisivo Enzo Tortora contribuì in maniera non trascurabile alla pubblicizzazione del referendum in richiesta di una responsabilità civile per i magistrati.

### La presentazione e le conseguenze
Il Partito Radicale, il Partito Liberale Italiano e il Partito Socialista Italiano presentarono nel 1987 la richiesta di tre referendum per ottenere la responsabilità civile dei magistrati, l'abrogazione della commissione inquirente e del sistema elettorale del Consiglio superiore della magistratura.
La prima strategia adottata contro i referendum fu quella dello scioglimento anticipato delle Camere per lo stallo che si era prodotto nei rapporti tra DC e PSI: protagonista fu Ciriaco De Mita, che decise le elezioni anticipate per rompere la convergenza di quei mesi tra i partiti laici e in particolare tra Bettino Craxi e Marco Pannella. Fu deciso di fissare le elezioni politiche per metà giugno e i referendum per l'8 novembre.
Dopo le elezioni anticipate, di fronte all'appuntamento referendario, DC e PCI, inizialmente ostili ai quesiti, si schieravano a favore del «sì». Questo repentino cambio di rotta dei due maggiori partiti derivava dalle implicazioni politiche che poteva provocare una eventuale sconfitta dello schieramento del «no» imperniato sull'asse DC-PCI in contrapposizione a uno schieramento laico-progressista formato da radicali e socialisti.
Vennero dichiarati inammissibili dalla giurisprudenza della Corte costituzionale i quesiti sulla caccia e sul sistema elettorale del CSM.
I referendum abrogativi dell'8 novembre 1987 si conclusero con una netta affermazione dei «sì», che di media nei cinque quesiti raggiunsero circa l'80% delle preferenze.
Dopo la scelta degli italiani circa la responsabilità civile dei magistrati, il Parlamento approvava (13 aprile 1988) la legge n. 117 sul «Risarcimento dei danni cagionati nell'esercizio delle funzioni giudiziarie e responsabilità civile dei magistrati», nota come «legge Vassalli», (votata da DC, PCI e PSI) il cui disposto, secondo i radicali, si allontanava decisamente dalla decisione presa dagli italiani nel referendum, facendo ricadere la responsabilità di eventuali errori non sul magistrato, ma sullo Stato, che successivamente poteva rivalersi sullo stesso, entro il limite di un terzo di annualità dello stipendio.

## Quesiti

### Responsabilità civile dei magistrati
Abolizione delle norme, per stabilire una responsabilità civile per i magistrati. Promosso da Partito Radicale, PSI e PLI, sulla scia degli avvenimenti del caso Tortora.
Testo Primo quesito: «Volete voi l'abrogazione degli articoli 55, 56 e 74 del codice di procedura civile approvato con regio decreto 28 ottobre 1940, n. 1443?».

### Commissione inquirente
Abolizione della commissione inquirente e del trattamento dei reati ministeriali. Promosso da Partito Radicale, PSI e PLI.
Testo Secondo quesito: «Volete voi l'abrogazione degli articoli 1, 2, 3, 4, 5, 6, 7 e 8 della l. 10 maggio 1978 n. 170 recante (Nuove norme sui procedimenti d'accusa di cui alla l. 25 gennaio 1962 n. 20)?».

### Localizzazione delle centrali elettronucleari da parte del CIPE
Abolizione dell'intervento statale se il Comune non concede un sito per la costruzione di una centrale nucleare. Promosso dal Partito Radicale, Verdi e DP.
Testo Terzo quesito: «Volete che venga abrogata la norma che consente al Cipe (Comitato interministeriale per la programmazione economica) di decidere sulla localizzazione delle centrali nel caso in cui gli enti locali non decidano entro tempi stabiliti?
(la norma a cui si riferisce la domanda è quella riguardante "la procedura per la localizzazione delle centrali elettronucleari, la determinazione delle aree suscettibili di insediamento", previste dal 13° comma dell'articolo unico legge 10/1/1983 n.8)».

### Contributi enti locali
Abolizione dei contributi di compensazione agli enti locali per la presenza sul proprio territorio di centrali alimentate con combustibili diversi dagli idrocarburi. Promosso dal Partito Radicale, Verdi e DP.
Testo Quarto quesito: «Volete che venga abrogato il compenso ai comuni che ospitano centrali nucleari o a carbone? (la norma a cui si riferisce la domanda è quella riguardante "l'erogazione di contributi a favore dei comuni e delle regioni sedi di centrali alimentate con combustibili diversi dagli idrocarburi", previsti dai commi 1,2,3,4,5,6,7,8,9,10,11,12 della citata legge)».

### Divieto partecipazione dell'Enel a centrali elettronucleari all'estero
Esclusione della possibilità per l'Enel di partecipare alla costruzione di centrali nucleari all'estero. Promosso dal Partito Radicale, Verdi e DP.
Testo Quinto quesito: «Volete che venga abrogata la norma che consente all'Enel (Ente Nazionale Energia Elettrica) di partecipare ad accordi internazionali per la costruzione e la gestione di centrali elettronucleari all'estero? (questa norma è contenuta nella legge n. 856 del 1973, che modificava l'articolo 1 della legge istitutiva dell'Enel)».

## Le posizioni dei partiti
Si elencano di seguito le posizioni dei principali partiti politici italiani dell'epoca in merito ai quesiti elettorali:

### Responsabilità civile dei magistrati

#### Sì
- Partito Radicale
- Partito Socialista Italiano
- Partito Liberale Italiano
- Democrazia Cristiana
- Partito Comunista Italiano
- Partito Socialista Democratico Italiano
- Movimento Sociale Italiano - Destra Nazionale

#### No
- Democrazia Proletaria
- Partito Repubblicano Italiano

#### Libertà di voto
- Federazione delle Liste Verdi

### Commissione Inquirente

#### Sì
- Partito Radicale
- Partito Socialista Italiano
- Partito Liberale Italiano
- Partito Repubblicano Italiano
- Democrazia Cristiana
- Partito Comunista Italiano
- Partito Socialista Democratico Italiano
- Democrazia Proletaria
- Movimento Sociale Italiano - Destra Nazionale
- Federazione delle Liste Verdi

### Localizzazione delle centrali elettronucleari da parte del CIPE

#### Sí
- Partito Radicale
- Democrazia Cristiana
- Partito Comunista Italiano
- Partito Socialista Italiano
- Partito Socialista Democratico Italiano
- Movimento Sociale Italiano - Destra Nazionale
- Democrazia Proletaria
- Federazione delle Liste Verdi

#### No
- Partito Repubblicano Italiano
- Partito Liberale Italiano

### Contributi enti locali alle centrali con combustibili diversi dagli idrocarburi

#### Sí
- Partito Radicale
- Democrazia Cristiana
- Partito Comunista Italiano
- Partito Socialista Italiano
- Partito Socialista Democratico Italiano
- Movimento Sociale Italiano - Destra Nazionale
- Democrazia Proletaria
- Federazione delle Liste Verdi

#### No
- Partito Repubblicano Italiano
- Partito Liberale Italiano

### Divieto partecipazione dell'Enel a centrali elettronucleari all'estero

#### Sí
- Partito Radicale
- Partito Socialista Italiano
- Partito Comunista Italiano
- Partito Socialista Democratico Italiano
- Democrazia Proletaria
- Federazione delle Liste Verdi

#### No
- Democrazia Cristiana
- Movimento Sociale Italiano - Destra Nazionale
- Partito Repubblicano Italiano
- Partito Liberale Italiano

## Risultati

### Primo quesito
Responsabilità civile diretta dei magistrati.
| Sì                      | 20 770 334 | 80,21 |  |  |  |  |  |  |
| No                      | 5 126 021  | 19,79 |  |  |  |  |  |  |
| Totale                  | 25 896 355 | 100   |  |  |  |  |  |  |
|                         |            |       |  |  |  |  |  |  |
| Schede bianche          | 2 616 217  | 8,76  |  |  |  |  |  |  |
| Schede nulle            | 1 353 677  | 4,53  |  |  |  |  |  |  |
| Votanti                 | 29 866 249 | 65,11 |  |  |  |  |  |  |
| Elettori                | 45 870 931 |       |  |  |  |  |  |  |
|                         |            |       |  |  |  |  |  |  |
| Esito: Quorum raggiunto |            |       |  |  |  |  |  |  |

### Secondo quesito
Abolizione della Commissione inquirente.
| Sì                      | 22 117 634 | 85,04 |  |  |  |  |  |  |
| No                      | 3 890 111  | 14,96 |  |  |  |  |  |  |
| Totale                  | 26 007 745 | 100   |  |  |  |  |  |  |
|                         |            |       |  |  |  |  |  |  |
| Schede bianche          | 2 549 984  | 8,54  |  |  |  |  |  |  |
| Schede nulle            | 1 304 941  | 4,37  |  |  |  |  |  |  |
| Votanti                 | 29 862 670 | 65,10 |  |  |  |  |  |  |
| Elettori                | 45 870 931 |       |  |  |  |  |  |  |
|                         |            |       |  |  |  |  |  |  |
| Esito: Quorum raggiunto |            |       |  |  |  |  |  |  |

### Terzo quesito
Abolizione norma sulle localizzazioni delle centrali elettronucleari da parte del CIPE.
| Sì                      | 20 984 110 | 80,57 |  |  |  |  |  |  |
| No                      | 5 059 819  | 19,43 |  |  |  |  |  |  |
| Totale                  | 26 043 929 | 100   |  |  |  |  |  |  |
|                         |            |       |  |  |  |  |  |  |
| Schede bianche          | 2 536 648  | 8,49  |  |  |  |  |  |  |
| Schede nulle            | 1 281 799  | 4,29  |  |  |  |  |  |  |
| Votanti                 | 29 862 376 | 65,10 |  |  |  |  |  |  |
| Elettori                | 45 870 931 |       |  |  |  |  |  |  |
|                         |            |       |  |  |  |  |  |  |
| Esito: Quorum raggiunto |            |       |  |  |  |  |  |  |

### Quarto quesito
Abolizione dei contributi agli enti locali che ospitano centrali con combustibili diversi dagli idrocarburi.
| Sì                      | 20 618 624 | 79,71 |  |  |  |  |  |  |
| No                      | 5 247 887  | 20,29 |  |  |  |  |  |  |
| Totale                  | 25 866 511 | 100   |  |  |  |  |  |  |
|                         |            |       |  |  |  |  |  |  |
| Schede bianche          | 2 654 572  | 8,89  |  |  |  |  |  |  |
| Schede nulle            | 1 350 487  | 4,52  |  |  |  |  |  |  |
| Votanti                 | 29 871 570 | 65,12 |  |  |  |  |  |  |
| Elettori                | 45 870 931 |       |  |  |  |  |  |  |
|                         |            |       |  |  |  |  |  |  |
| Esito: Quorum raggiunto |            |       |  |  |  |  |  |  |

### Quinto quesito
Divieto partecipazione dell'ENEL a centrali elettronucleari all'estero.
| Sì                      | 18 795 852 | 71,86 |  |  |  |  |  |  |
| No                      | 7 361 666  | 28,14 |  |  |  |  |  |  |
| Totale                  | 26 157 518 | 100   |  |  |  |  |  |  |
|                         |            |       |  |  |  |  |  |  |
| Schede bianche          | 2 388 117  | 8,00  |  |  |  |  |  |  |
| Schede nulle            | 1 309 969  | 4,39  |  |  |  |  |  |  |
| Votanti                 | 29 855 604 | 65,09 |  |  |  |  |  |  |
| Elettori                | 45 870 931 |       |  |  |  |  |  |  |
|                         |            |       |  |  |  |  |  |  |
| Esito: Quorum raggiunto |            |       |  |  |  |  |  |  |